# Vertical Kilometer World Circuit 2019
Navigation
2018
Le Vertical Kilometer World Circuit 2019 est la troisième édition du Vertical Kilometer World Circuit, compétition de courses verticales organisée par la fédération internationale de skyrunning. Avant l'année 2017 le circuit mondial de courses verticales était intégré au Skyrunner World Series (depuis sa création en 2002). Le circuit 2019 comporte 8 épreuves réparties d'avril à septembre et rassemble les épreuves les plus prestigieuses de la discipline. Les catégories féminines et masculines ont le même programme de courses et le même barème. Des points sont attribués aux 20 premiers de chaque catégorie et un classement final rassemble les athlètes ayant obtenu le plus de point durant la saison. Le circuit est remporté par Daniel Osanz Laborda et Jessica Pardin.

## Règlement
Le calcul des points est identique dans les catégories féminines et masculines. Le score final d'un athlète cumule ses cinq meilleurs résultats de la saison. Les 20 premiers de chaque course obtiennent des points. Un barème de base est appliqué et trois courses attribuent un bonus de points de 50 % par rapport à ce barème de référence : Santana Vertical Kilometer, Olympus Vertical et la Verticale du Grand Serre. Un total de 10 000 € de dotation est attribué à la fin de la saison aux trois premiers des classements hommes et femmes. Cette dotation est de 2 500 € au premier, 1 500 € au second et 1 000 € au troisième. Les barèmes et dotations sont identiques à ceux de l'année précédente.
| Classement                | 1er | 2e  | 3e  | 4e | 5e | 6e | 7e | 8e | 9e | 10e | 11e | 12e | 13e | 14e | 15e | 16e | 17e | 18e | 19e | 20e |
| ------------------------- | --- | --- | --- | -- | -- | -- | -- | -- | -- | --- | --- | --- | --- | --- | --- | --- | --- | --- | --- | --- |
| Points                    | 100 | 80  | 70  | 60 | 54 | 48 | 42 | 36 | 30 | 26  | 22  | 18  | 16  | 14  | 12  | 10  | 8   | 6   | 4   | 2   |
| Points avec bonus de 50 % | 150 | 120 | 105 | 90 | 81 | 72 | 63 | 54 | 45 | 39  | 33  | 27  | 24  | 21  | 18  | 15  | 12  | 9   | 6   | 3   |

## Programme
Le calendrier comporte huit courses pour 12 en 2018, le Mt. Awa Vertical Kilometer a fait son apparition tandis que la Trentapassi Vertical Race, le kilomètre vertical de Zegama-Aizkorri, le Kilomètre Vertical Face de Bellevarde, le DoloMyths Run Vertical Kilometer et le Vertical Grèste de la Mughéra ne figurent plus au programme.
| Nom de la course                 | Distance | Dénivelé   | Pays     | Date              | Gagnant              | Gagnante               |
| -------------------------------- | -------- | ---------- | -------- | ----------------- | -------------------- | ---------------------- |
| Mt. Awa Vertical Kilometer       | 4,7 km   | 1 000 m D+ | Japon    | 20 avril 2019     | Pascal Egli          | Oihana Azkorbebeitia   |
| Transvulcania Vertical Kilometer | 7,6 km   | 1 203 m D+ | Espagne  | 9 mai 2019        | Daniel Osanz Laborda | Jessica Pardin         |
| Santana Vertical Kilometer       | 4,8 km   | 1 003 m D+ | Portugal | 31 mai 2019       | Daniel Osanz Laborda | Joana Soares           |
| Olympus Vertical                 | 4,3 km   | 1 024 m D+ | Grèce    | 28 juin 2019      | Camille Caparros     | Jessica Pardin         |
| BEI K3                           | 9,7 km   | 3 036 m D+ | Italie   | 27 juillet 2019   | Martin Anthamatten   | Victoria Kreuzer       |
| Blåmann Vertical                 | 2,7 km   | 1 044 m D+ | Norvège  | 1er août 2019     | Damien Humbert       | Johanna Åström         |
| Les KM de Chando                 | 7,7 km   | 1 970 m D+ | Suisse   | 21 septembre 2019 | Daniel Osanz Laborda | Victoria Kreuzer       |
| Verticale du Grand Serre         | 1,8 km   | 1 000 m D+ | France   | 29 septembre 2019 | Xavier Gachet        | Axelle Gachet-Mollaret |

## Résultats

### Hommes
- Courses avec barème classique (100 points au vainqueur)
- Courses avec bonus de 50 % de points (150 points au vainqueur)

| Course                           | Vainqueur            | Deuxième              | Troisième            | Leader du classement général     |
| -------------------------------- | -------------------- | --------------------- | -------------------- | -------------------------------- |
| Mt. Awa Vertical Kilometer       | Pascal Egli          | Toru Miyahara         | Takashi Shinushigome | Pascal Egli                      |
| Transvulcania Vertical Kilometer | Daniel Osanz Laborda | Luis Alberto Hernando | Alexis Sévennec      | Pascal Egli Daniel Osanz Laborda |
| Santana Vertical Kilometer       | Daniel Osanz Laborda | Camille Caparros      | Benoît Gandolfi      | Daniel Osanz Laborda             |
| Olympus Vertical                 | Camille Caparros     | Yoann Caillot         | Benoît Gandolfi      | Camille Caparros                 |
| BEI K3                           | Martin Anthamatten   | Roberto Delorenzi     | Daniel Osanz Laborda | Camille Caparros                 |
| Blåmann Vertical                 | Damien Humbert       | Yoann Caillot         | Benoît Gandolfi      | Camille Caparros                 |
| Les KM de Chando                 | Daniel Osanz Laborda | Martin Anthamatten    | Dominik Rolli        | Daniel Osanz Laborda             |
| Verticale du Grand Serre         | Xavier Gachet        | Yoann Mougel          | Daniel Osanz Laborda | Daniel Osanz Laborda             |

### Femmes
- Courses avec barème classique (100 points au vainqueur)
- Courses avec bonus de 50 % de points (150 points au vainqueur)

| Course                           | Vainqueur              | Deuxième               | Troisième               | Leader du classement général        |
| -------------------------------- | ---------------------- | ---------------------- | ----------------------- | ----------------------------------- |
| Mt. Awa Vertical Kilometer       | Oihana Azkorbebeitia   | Yuri Yoshizumi         | Tateishi Yuki           | Oihana Azkorbebeitia                |
| Transvulcania Vertical Kilometer | Jessica Pardin         | Gisela Carrión Bertrán | Yngvild Kaspersen       | Oihana Azkorbebeitia Jessica Pardin |
| Santana Vertical Kilometer       | Joana Soares           | Jessica Pardin         | Virginia Pérez Mesonero | Jessica Pardin                      |
| Olympus Vertical                 | Jessica Pardin         | Yuri Yoshizumi         | Soultana Toka           | Jessica Pardin                      |
| BEI K3                           | Victoria Kreuzer       | Oihana Azkorbebeitia   | Jessica Pardin          | Jessica Pardin                      |
| Blåmann Vertical                 | Johanna Åström         | Hillary Allen          | Oihana Azkorbebeitia    | Jessica Pardin                      |
| Les KM de Chando                 | Victoria Kreuzer       | Corinne Favre          | Alessandra Schmid       | Jessica Pardin                      |
| Verticale du Grand Serre         | Axelle Gachet-Mollaret | Jessica Pardin         | Marianna Jagercikova    | Jessica Pardin                      |